# Вольная борьба на летней Спартакиаде народов СССР 1991
Соревнования по   вольной борьбе на Х летней Спартакиаде народов СССР проходили с 12 по 15 июня 1991 года во дворце спорта «Юность» в Запорожье. Параллельно был проведён 47-й чемпионат СССР по вольной борьбе.

## Медалисты
| Весовая категория            | Золото                              | Серебро                             | Бронза                          |
| ---------------------------- | ----------------------------------- | ----------------------------------- | ------------------------------- |
| До 48 кг Наилегчайший вес    | Вугар Оруджев Белорусская ССР       | Намик Абдуллаев Азербайджанская ССР | Радик Бадретдинов Казахская ССР |
| До 52 кг Легчайший вес       | Владимир Тогузов РСФСР              | Маулен Мамыров Казахская ССР        | Норайр Геворкян Армения         |
| До 57 кг Полулёгкий вес      | Сергей Смаль Белорусская ССР        | Назим Алиджанов Азербайджанская ССР | Багаутдин Умаханов РСФСР        |
| До 62 кг Лёгкий вес          | Гаджи Рашидов РСФСР                 | Хазар Исаев Азербайджанская ССР     | Михаил Чернов Украинская ССР    |
| До 68 кг 1-й полусредний вес | Кенжебек Омуралиев Киргизская ССР   | Эскандер Юсупов Узбекская ССР       | Вадим Богиев Москва             |
| До 74 кг 2-й полусредний вес | Сайгид Катиновасов РСФСР            | Виктор Пейков Молдавия              | Игорь Козырь Белорусская ССР    |
| До 82 кг 1-й средний вес     | Эльмади Жабраилов РСФСР             | Александр Савко Белорусская ССР     | Егише Карапетян Армения         |
| До 90 кг 2-й средний вес     | Шамиль Абдурахманов Белорусская ССР | Ярослав Базилюк Украинская ССР      | Виталий Перфильев Москва        |
| До 100 кг Полутяжёлый вес    | Андрей Головко РСФСР                | Мирон Харчилава Ленинград           | Олег Кувичко Молдавия           |
| До 130 кг Тяжёлый вес        | Игорь Климов РСФСР                  | Алексей Медведь Белорусская ССР     | Сергей Парван Молдавия          |